# Ceratoconcha barbadensis
Ceratoconcha barbadensis is een zeepokkensoort uit de familie van de Pyrgomatidae. De wetenschappelijke naam van de soort is voor het eerst geldig gepubliceerd in 1926 door Withers.